# Дембострув
Дембострув (пол. Dębostrów, нім. Damuster) — село в Польщі, у гміні Полиці Полицького повіту Західнопоморського воєводства.
Населення — 333 особи (2011).

## Демографія
Демографічна структура станом на 31 березня 2011 року:
|          | Загалом | Допрацездатний вік | Працездатний вік | Постпрацездатний вік |
| -------- | ------- | ------------------ | ---------------- | -------------------- |
| Чоловіки | 164     | 33                 | 115              | 16                   |
| Жінки    | 169     | 35                 | 100              | 34                   |
| Разом    | 333     | 68                 | 215              | 50                   |